# أغ داش (خوي)
أغ‌ داش هي قرية في مقاطعة خوي، إيران. يقدر عدد سكانها بـ 324 نسمة بحسب إحصاء 2016.